# Бронсон (Ајова)
Бронсон (енгл. Bronson) град је у америчкој савезној држави Ајова. По попису становништва из 2010. у њему је живело 322 становника.

## Демографија
Према попису становништва из 2010. у граду је живело 322 становника, што је 53 (19,7%) становника више него 2000. године.
| Група             | 2000.       | 2010.       |
| Белци             | 266 (98,9%) | 314 (97,5%) |
| Афроамериканци    | 0 (0,0%)    | 0 (0,0%)    |
| Азијати           | 1 (0,4%)    | 0 (0,0%)    |
| Хиспаноамериканци | 0 (0,0%)    | 4 (1,2%)    |
| Укупно            | 269         | 322         |